# Neoraja
A Neoraja a porcos halak (Chondrichthyes) osztályának rájaalakúak (Rajiformes) rendjébe, ezen belül a valódi rájafélék (Rajidae) családjába tartozó nem.

## Tudnivalók
A Neoraja-fajok előfordulási területe az Atlanti-óceán két partja mentén van. Ezek a porcos halak fajtól függően 28,5–35 centiméter közöttiek.

## Rendszerezés
A nembe az alábbi 5 élő faj tartozik:
- Neoraja africana (Stehmann & Séret, 1983)
- Neoraja caerulea (Stehmann, 1976) - típusfaj
- Neoraja carolinensis McEachran & Stehmann, 1984
- Neoraja iberica Stehmann, Séret, Costa & Baro, 2008
- Neoraja stehmanni (Hulley, 1972)